# Лабадзе, Гия
Гия Лабадзе (груз. გია ლაბაძე), полное имя Григорий (Григол) Лабадзе (родился 21 сентября 1973 года в Тбилиси) — грузинский регбист, игравший на позиции восьмого (стягивающего) и фланкера.

## Карьера

### Клубная
В 1990-е годы Гия Лабадзе выступал в российском чемпионате, особенно известен он был по играм в команде «Фили» Москва. Во Францию он переехал в 1998 году после того, как его заметили на выступлениях за сборную Грузии в отборе на чемпионат мира 1999 года. Гия выступал за команду «Шамбери» в дивизионе Федераль 2, прежде чем перейти в 2000 году в «Тулон». Там он провёл значительную часть своей карьеры, выиграв титулы чемпиона дивизиона Про Д2 в сезонах 2004/2005 и 2007/2008, с 2006 по 2007 годы Гия был капитаном клуба. В конце сезона Топ-14 2008/2009 он вместе с чешским крыльевым Мартином Ягром покинул клуб, совершив круг почёта в последнем матче на «Стад Майоль». После ухода из «Тулона» Лабадзе провёл остаток своей карьеры в Федераль 1. Он выступал один сезон за клуб «Стад Фосеен», а ещё два сезона провёл в команде «Ла-Сен», завершив карьеру по окончании сезона 2011/2012. В 2014 году клуб «Тулон» увековечил имя Лабадзе, заложив на стадионе табличку с именем игрока.

### Карьера в сборной
Лабадзе выступал за юношеские сборные СССР. Дебют в сборной Грузии состоялся 22 сентября 1996 года в игре против Чехии. Лабадзе также участвовал в отборочных матчах к чемпионату мира 1999 года против Ирландии, Румынии и России. За сборную Грузии он провёл 67 игр за 15 лет, набрав 60 очков в 12 попытках. Он сыграл на чемпионатах мира 2003 и 2007 годов (по две встречи на каждом турнире), однако неожиданно не попал в заявку на чемпионат мира 2011 года. Карьеру он завершил во время турне по Северной Америке в 2012 году, проведя прощальный матч против Канады. Лабадзе считается самым возрастным игроком, когда-либо выступавшим за сборную Грузии, и десятым в рейтинге самых возрастных игроков национальных сборных. По общему числу сыгранных матчей он занимает третье место в сборной.